# Mytarz
Mytarz – wieś w Polsce położona w Beskidzie Niskim województwie podkarpackim, w powiecie jasielskim, w gminie Nowy Żmigród.
W latach 1975–1998 miejscowość administracyjnie należała do województwa krośnieńskiego.